# Vašarovići
Vašarovići (en cyrillique : Вашаровићи) est un village de Bosnie-Herzégovine. Il est situé dans la municipalité de Ljubuški, dans le canton de l'Herzégovine de l'Ouest et dans la fédération de Bosnie-et-Herzégovine. Selon les premiers résultats du recensement bosnien de 2013, il compte 823 habitants.

## Géographie
Le village est situé au bord de la rivière Trebižat, un affluent droit de la Neretva.

## Démographie

### Évolution historique de la population
| 1948 | 1953 | 1961 | 1971 | 1981 | 1991 | 2013 |
| ---- | ---- | ---- | ---- | ---- | ---- | ---- |
| 881  | 906  | 944  | 957  | 990  | 970  | 823  |

|  |